# Le Cayrol
 Le Cayrol  (en occitano Lo Cairòl) es una población y comuna francesa, situada en la región de Mediodía-Pirineos, departamento de Aveyron, en el distrito de Rodez y cantón de Espalion.

## Demografía
| 472 | 442 | 416 | 328 | 313 | 282 |
| Para los censos de 1962 a 1999 la población legal corresponde a la población sin duplicidades (Fuente: INSEE [Consultar]) |     |     |     |     |     |